# Betiana Blum
Beatriz "Betty" Ana Blum, nota come Betiana Blum (Charata, 23 luglio 1939), è un'attrice argentina.

## Biografia
Tra cinema e televisione, ha partecipato ad oltre una sessantina di differenti produzioni, a partire dalla fine degli anni sessanta. Tra i suoi ruoli principali, figurano, tra l'altro, quello di Nora nel film Esperando la carroza (1985), di Clelia nella serie televisiva Campeones de la vida (1990-1991), quello di Ofelia nel film Reinas - Il matrimonio che mancava (2005), quello di Argentina Prospera Varela nella telenovela Valientes (2009-2010), quello di Gloria nella serite televisiva Para vestir santos - A proposito di single (2010), quello di Delicia Leiva nella telenovela Herederos de una venganza (2011-2012), ecc.
Nel corso della sua carriera, si è aggiudicata per due volte il Premio Martín Fierro e ha ricevuto quattro nomination allo stesso premio.
È stata definita da Marcello Mastroianni "una delle attrici con lo sguardo più vispo d'Argentina".

## Filmografia parziale

### Cinema
- La sartén por el mango (1972)
- Muñequitas de medianoche (1974)
- Bodas de cristal (1975)
- Los irrompibles (1975)
- La noche del hurto (1976)
- Los turistas quieren guerra (1977)
- Un toque diferente (1977)
- Rosa de lejos (1980)
- Esperando la carroza (1985) - Nora
- Sin querer, queriendo (1985)
- Di questo non si parla, regia di María Luisa Bemberg (1993)
- Oltre la giustizia, regia di Juan Josè Jusid (1997)
- Momentos robados (1997)
- Noche de ronda (1997)
- Secret of the Andes (1997)
- Esa maldita costilla (1999)
- El mar de Lucas (1999)
- Reinas - Il matrimonio che mancava (2005)
- Tocar el cielo (2007)
- Road July (2011)
- Matrimonio a punti, regia di Sebastián De Caro (2022)

### Televisione
- Nuestra galleguita - telenovela (1969)
- Malevo - serie TV (1972)
- Cacho de la esquina - serie TV (1973)
- Cachilo - serie TV (1974)
- Juana rebelde - serie TV (1978)
- Profesión, ama de casa - serie TV (1979)
- Rosa... de lejos; altro titolo: Rosa... del cuore (Rosa... de lejos) - serie TV (1980)
- Verdad consecuencia - miniserie TV (1996)
- Ricos y famosos - telenovela (1997)
- Campeones de la vida - serie TV, 260 episodi (1999-2000)
- Soy gitano - serie TV (1 episodio) (2003)
- Los secretos de papá - serie TV (1 episodio) (2003)
- Mujeres asesinas - serie TV (2005)
- Amo de casa - serie TV (2006)
- Los cuentos de Fontanarrosa - miniserie TV (2007)
- Valientes - telenovela (117 episodi) (2009-2010)
- Para vestir santos - A proposito di single (Para vestir santos) - miniserie TV (2010)
- Herederos de una venganza - telenovela, 219 episodi (2011-2012)
- Camino al amor - telenovela (1 episodio) (2014)

## Premi e nomination (lista parziale)
- Premio Martín Fierro
  - 2000 Miglior attrice non protagonista per Campeones de la vida[5]
  - 2003 Miglior attrice in una fiction drammatica per Soy gitano[5] nomination
  - 2010 Miglior attrice non protagonista per Para vestir santos - A proposito di single[5]
- Condor d'argento dell'Associazione dei Critici Cinematografici Argentini 
  - 2008 Miglior attrice non protagonista per Tocar el cielo[5]

## Doppiatrici italiane
- Ludovica Modugno in Reinas - Il matrimonio che mancava[3][7]
- Angiola Baggi in Para vestir santos - A proposito di single[4][8]